# Église Saint-Albert-le-Grand de Paris
Pour les articles homonymes, voir Église Saint-Albert.
L’église Saint-Albert-le-Grand est une église paroissiale catholique dédiée à Albert le Grand. 

## Situation et accès
Elle est située au 122 rue de la Glacière dans le 13e arrondissement de Paris. Le secrétariat est au 123 rue de la Santé.

## Origine du nom
Elle porte le nom de saint Albert le Grand (v. 1200-1280), dominicain, évêque, théologien et Docteur de l'Église allemand du XIIIe siècle.

## Historique
Dans la continuité du réaménagement du quartier commencé en 1960, l'église actuelle est construite en 1968 par l'architecte Roland Dubrulle sur l'emplacement de la chapelle Sainte-Agonie rebaptisée Saint-Albert-le-Grand et érigée en paroisse le 15 mai 1966, réalisation soutenue par l'Œuvre des Chantiers du Cardinal. 

## Galerie

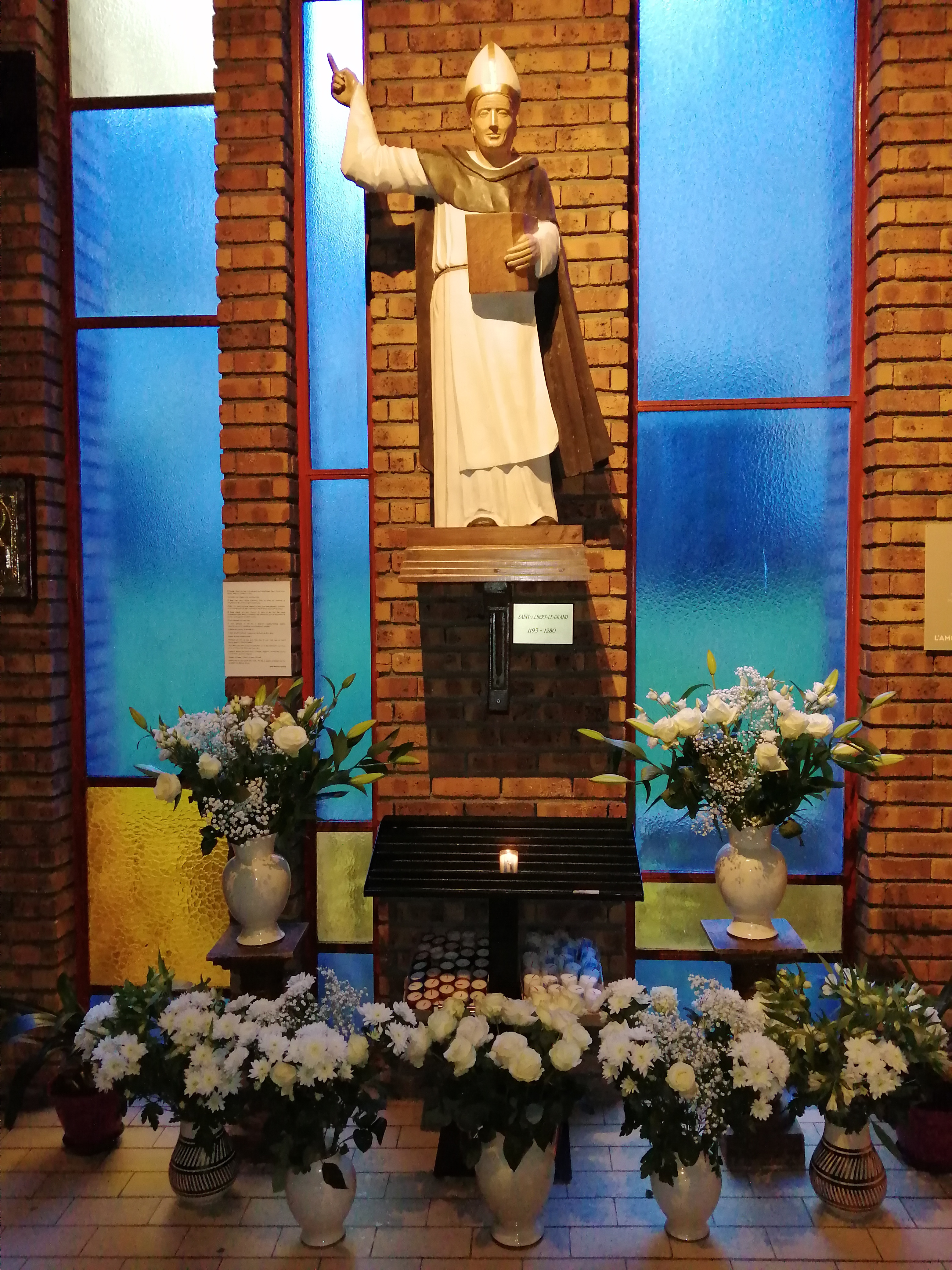
Statue de saint Albert.
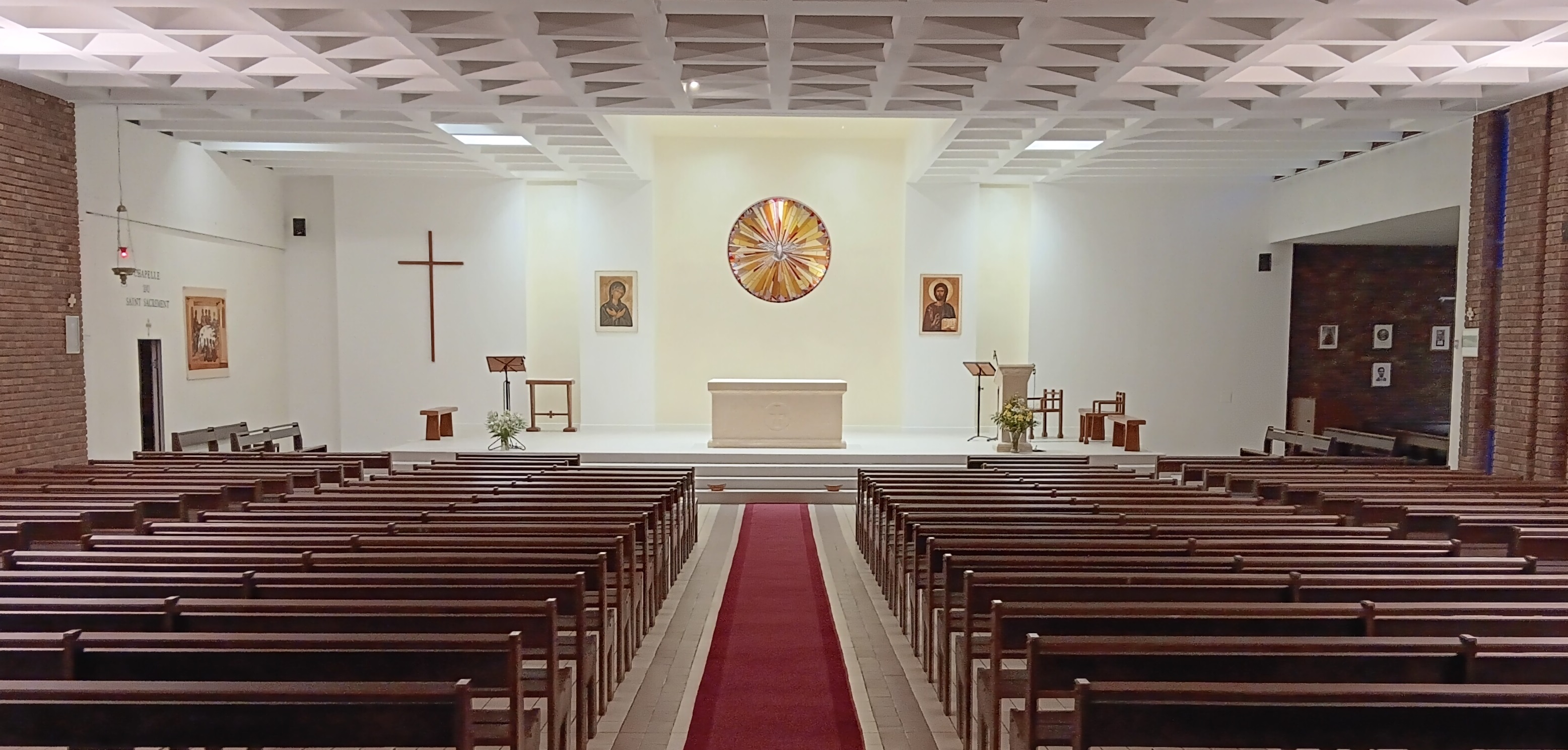
Le nouveau chœur en 2023.

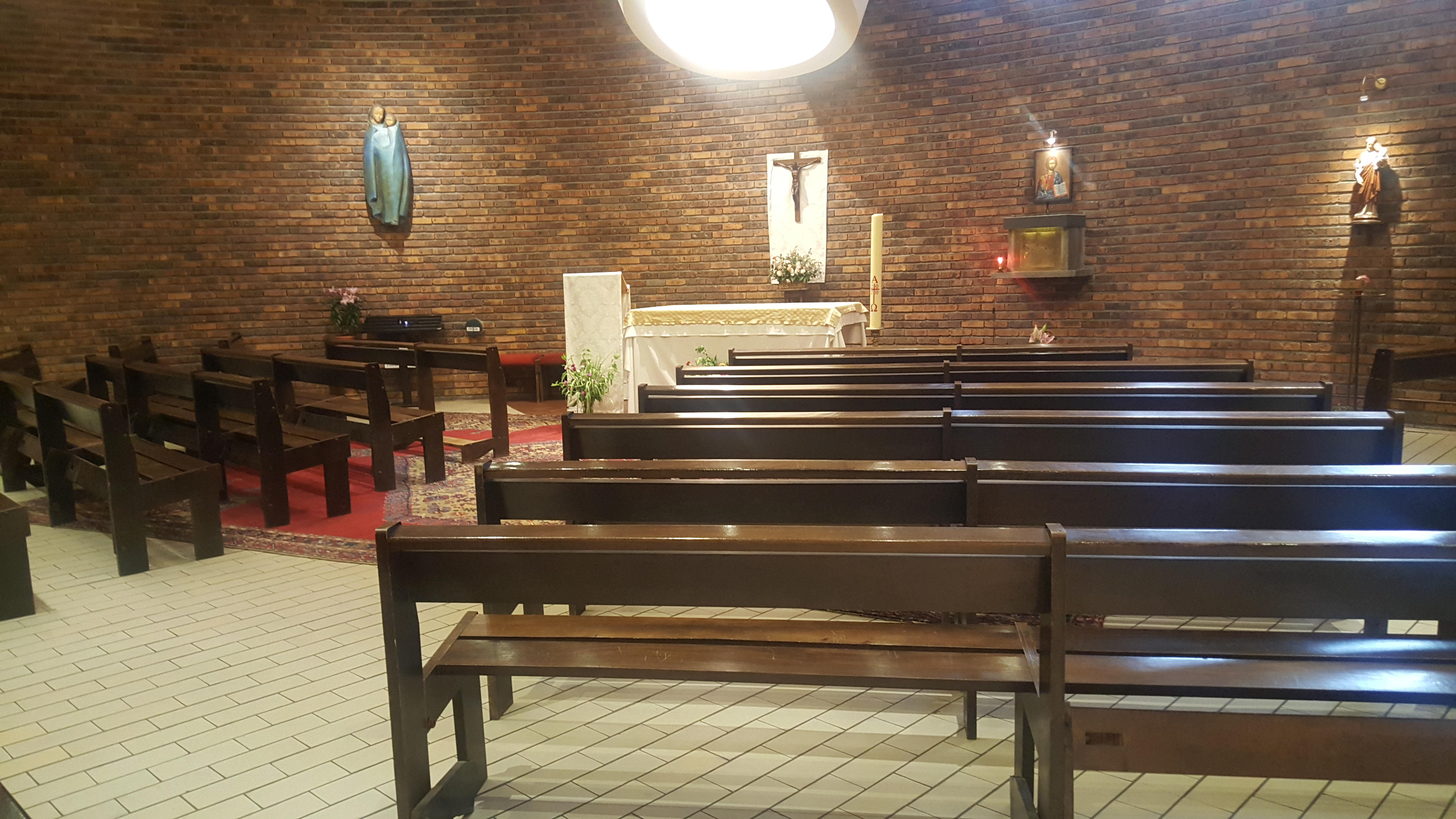
Chapelle latérale du Saint Sacrement.
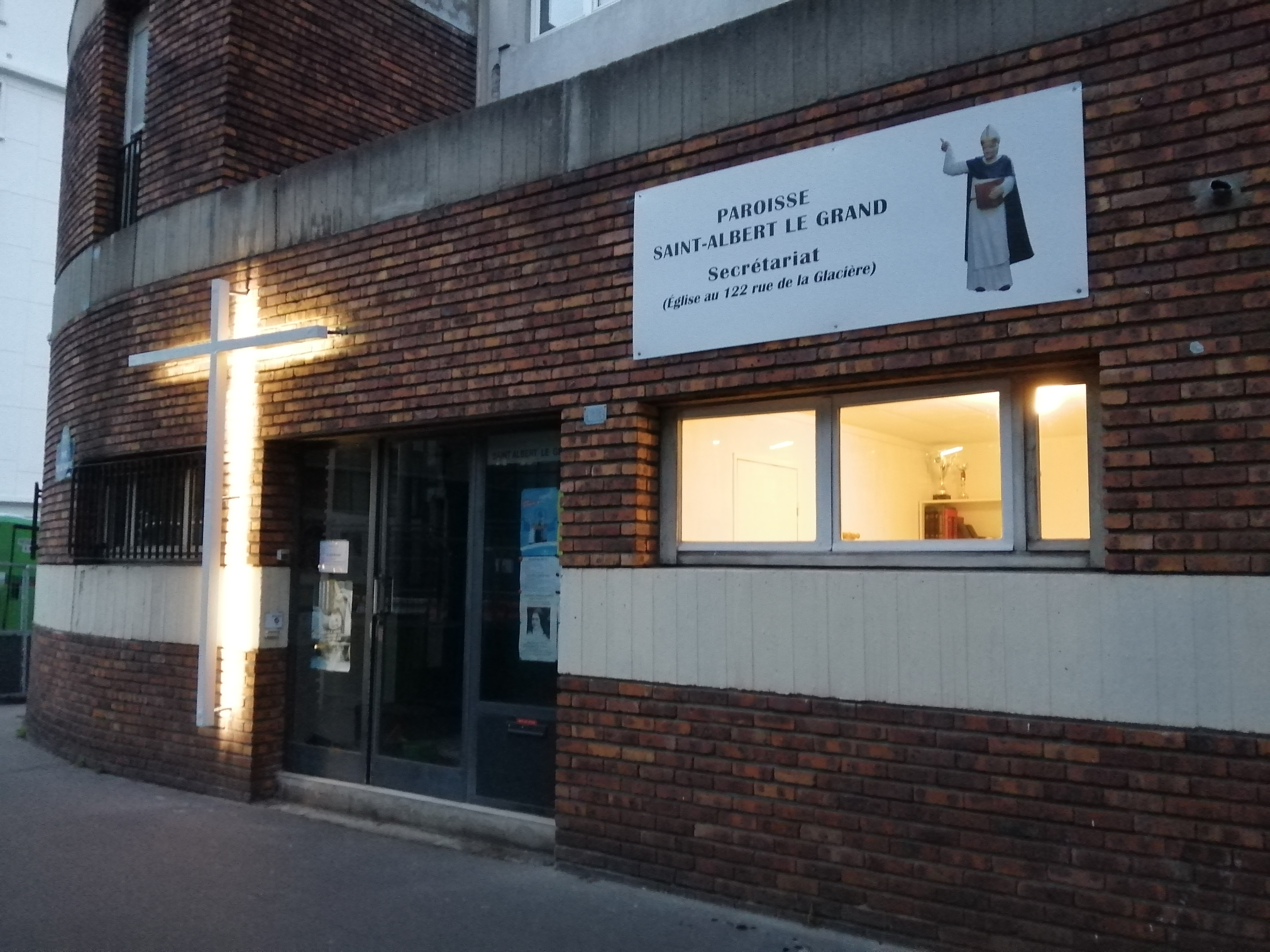
Secrétariat, 123 rue de la Santé.

### Articles liés
- Œuvre des Chantiers du Cardinal
- Liste des édifices religieux de Paris
- Archidiocèse de Paris
- Église Saint-Albert-le-Grand de Rome (it)